# Foce del Flumendosa - Sa Praia
Foce del Flumendosa - Sa Praia este o arie protejată (arie specială de conservare — SAC, sit de importanță comunitară — SCI) din Italia întinsă pe o suprafață de 519 ha, din care 24 % marine.

## Localizare
Centrul sitului Foce del Flumendosa - Sa Praia este situat la coordonatele 39°25′39″N 9°37′48″E / 39.4275°N 9.63°E.

## Înființare
Situl Foce del Flumendosa - Sa Praia a fost declarat sit de importanță comunitară în septembrie 1995 pentru a proteja 2 specii de plante și 22 de specii de animale. Situl a fost protejat și ca arie specială de conservare în august 2019.

## Biodiversitate
Situată în ecoregiunea mediteraneană, aria protejată conține 13 habitate naturale: Tufărișuri halofile mediteraneene și termo-atlantice (Sarcocornetea fruticosi), Dune de pe litoral fixate cu Crucianellion maritimae, Stepe sărăturate mediteraneene (Limonietalia), Faleze cu vegetație de Limonium spp. endemic de pe coastele mediteraneene, Dune mobile de-a lungul țărmului cu Ammophila arenaria („dune albe”), Lagune de coastă, Bancuri de nisip acoperite în permanență slab de apă marină, Pășuni mediteraneene udate de apa mării (Juncetalia maritimi), Dune mobile cu vegetație embrionară, Galerii și tufărișuri riverane sudice (Nerio-Tamaricetea și Securinegion tinctoriae), Salicornia și alte specii anuale care populează regiunile mlăștinoase și nisipoase, Vegetație anuală la limita mareei, Dune cu vegetație ierboasă Malcolmietalia.
La baza desemnării sitului se află mai multe specii protejate:
- plante (2): Carex panormitana, Linaria flava
- păsări (20): pescăruș albastru (Alcedo atthis), fâsă-de-câmp (Anthus campestris), egretă mare (Ardea alba), stârc galben (Ardeola ralloides), ciocârlie-cu-degete-scurte (Calandrella brachydactyla), prundăraș de sărătură (Charadrius alexandrinus), erete de stuf (Circus aeruginosus), erete vânăt (Circus cyaneus), egretă mică (Egretta garzetta), pescăriță râzătoare (Gelochelidon nilotica), piciorong (Himantopus himantopus), Larus audouinii, Larus genei, vultur pescar (Pandion haliaetus), Phoenicopterus ruber, ploier auriu (Pluvialis apricaria), chiră de baltă (Sterna hirundo), chiră mică (Sternula albifrons), chiră de mare (Thalasseus sandvicensis), fluierar de mlaștină (Tringa glareola)
- pești (1): Alosa fallax
- reptile (1): Caretta caretta

Pe lângă speciile protejate, pe teritoriul sitului au mai fost identificate 8 specii de plante, 62 de specii de păsări, 2 specii de amfibieni, 3 specii de reptile.